# Come Again (The Quetzal)
Come Again (The Quetzal) er den 4. single fra den danske singer-songwriter Soluna Samay, udgivet i 2012. Sangen indgik den Danske Singles Chart på nummer 18.